# Exatecan
Exatecan là một loại thuốc tương tự cấu trúc của camptothecin với hoạt tính chống ung thư.

## Tổng hợp

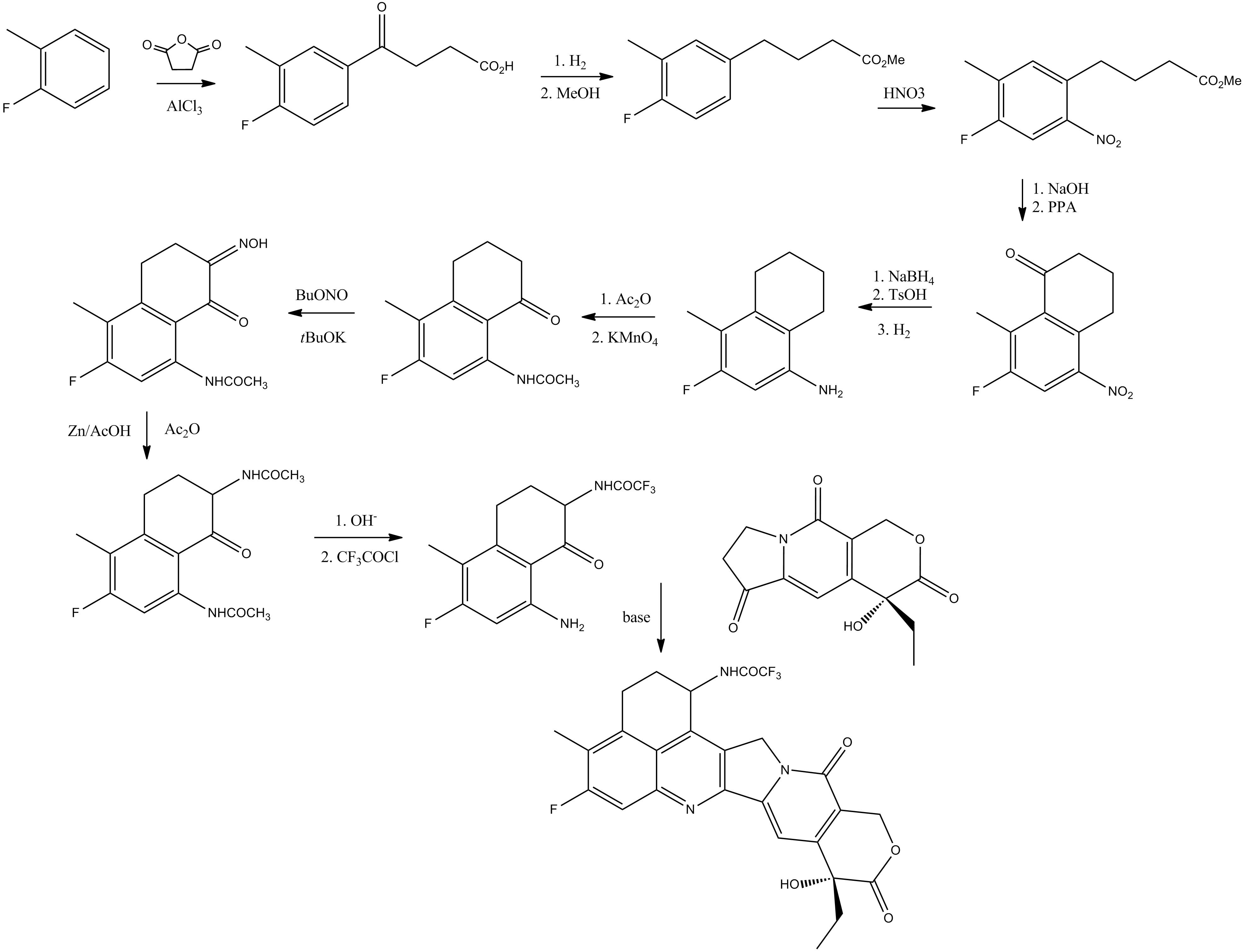
Tổng hợp exatecan